# Juan de Lumbier

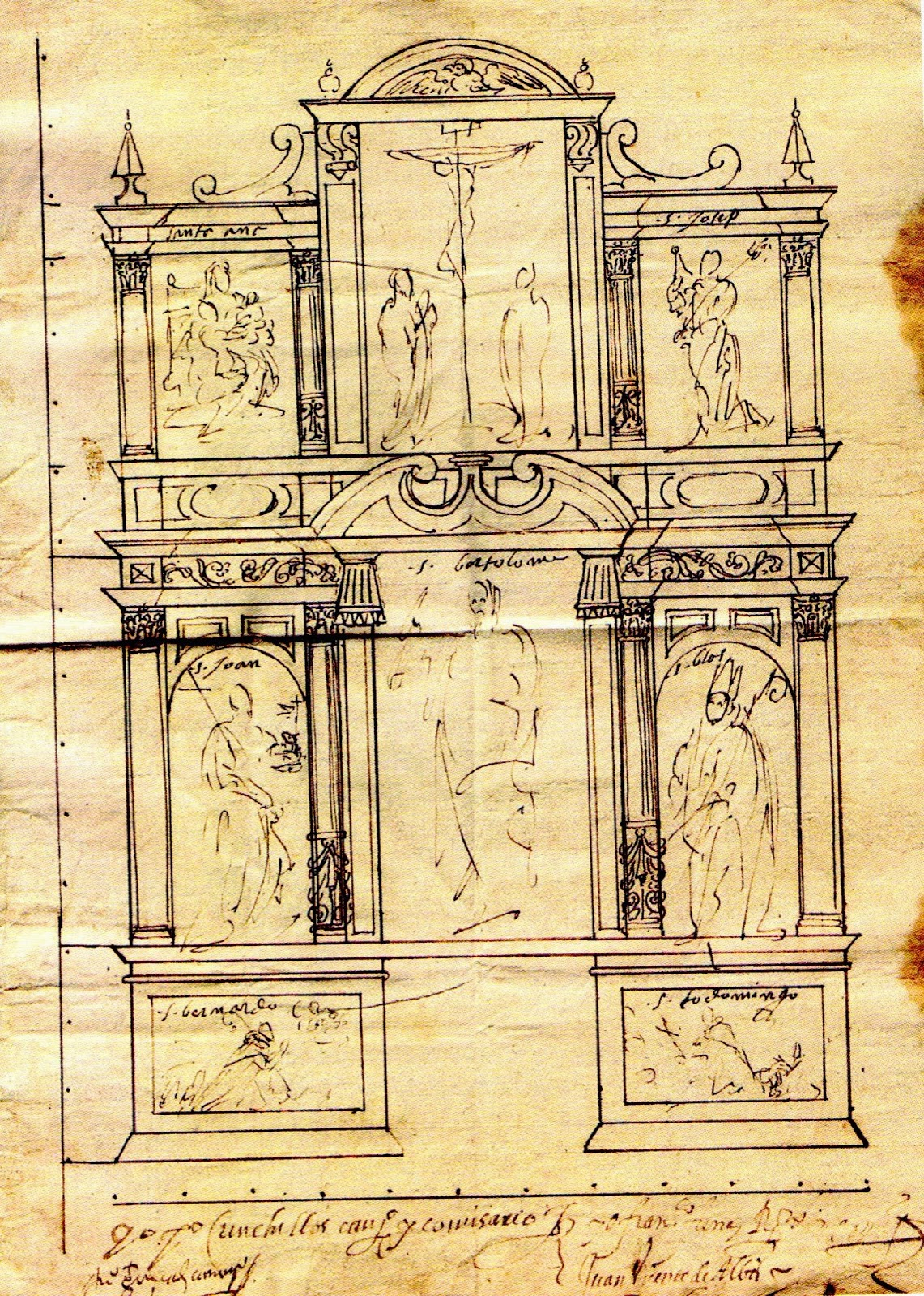
Traças do primitivo retablo maior da paroquia de San Bartolomeu de Borja (Zaragoza).

Juan de Lumbier (fl. 1579-1626) foi um pintor tardomanierista espanhol ativo em terras de Navarra, Aragão e A Rioja.

## Biografia e obra
Natural de Pamplona, iniciou a sua formação artística em 1579 em Zaragoza, na oficina de Pedro Pertús, com quem permaneceu por espaço de três anos segundo a carta de aprendizagem. Completado este, em 1582 assinou as capitulações matrimonias, se dizendo vizinho de Pamplona ainda que «estando» em Tudela e momentaneamente impossibilitado de fechar o compromisso por algumas ocupações. Em 1593 recebeu em sua oficina como aprendiz ao zaragozano Pedro de Fontes, que anos depois contraiu casamento com uma das filhas do mestro, Josefa, pintora ela mesma e encarregada na oficina familiar do policromado das imagens. Junto com sua mulher Antonia Ezquer ingressou em 1614 na Cofraria de nobres de San Dionis de Tudela depois de superar a correspondente informação de limpeza.
Sua actividade de dourador e pintor de histórias está bem documentada em Tudela, onde chegou a dispor de três casas juntas na paroquia de San Nicolas e duas vinhas. Aqui pintou, segundo a documentação, o retablo de Santa Catalina na desaparecida igreja do Salvador (1586) e o maior do convento dos franciscanos (1599) junto com outras muitas obras de diversa natureza para a prefeitura e as igrejas. Fora de Tudela, em 1589 contratou com os Martín Jaime, cavalheiro de Borja, o retablo da sua capela no convento dos franciscanos da localidade, com muito precisas instruções sobre o modo como tinha de retratar aos doadores. Também em Borja alguns anos depois, em 1601, se fez cargo do retablo maior da desaparecida paroquia de San Bartolomeu, do que se conservam as traças e alguma das tabelas transladas a um retablo da igreja paroquial de Maleján.
De 1608 é o retablo da Exaltação da Cruz da paroquial de Cadreita, com figuras monumentais de gosto escurialense, encarregado pelo senhor de Cadreita, dom Sancho Dez de Aux, junto com outras obras menores de dourado e policromado para o mesmo templo. O Último Jantar do banco deste retablo, inspirada num gravado de Cornelis Cort, repete-se em Cortes, onde ficam algumas telas coladas a tabela de um antigo retablo contratado por Lumbier em 1608. Em 1620 contratou a pintura do retablo maior das Dominicas contemplativas de Casalarreina, para o que pintou quatro telas com histórias da Paixão de Cristo, com figuras de proporções alongadas de cor grato e desenho seco. O último trabalho documentado, contratado em união de seu aluno Pedro de Fontes em 1625, é o retablo da Purísima da paroquia de Ablitas. A intervenção de Fontes nele teve de ser importante.

## 2
1. ↑  García Gainza, p. 104.
2. ↑  García Gainza, pp. 104-105 y nota 6.
3. ↑  García Gainza, p. 105.
4. ↑  García Gainza, pp. 105-106.
5. ↑  Castro, pp. 283-284.
6. ↑  García Gainza, pp. 106-107.
7. ↑  García Gainza, p. 107.
8. ↑  Casado, pp. 63 y 64.
9. ↑  García Gainza, p. 108.